# Piłka nożna w Kazachstanie

Astana Arena, stadion domowy reprezentacji narodowej

Piłka nożna (kaz. Футбол fʊdˈboɫ) jest najpopularniejszym sportem w Kazachstanie. Jej głównym organizatorem na terenie Kazachstanie pozostaje Kazakstannyng Futboł Federacijasy (KFF).
Według stanu na 17 listopada 2021 roku Samat Smakow i Rusłan Bałtijew mają odpowiednio 76 i 73 występów reprezentacyjnych, a Rusłan Bałtijew strzelił 13 bramek w barwach reprezentacji Kazachstanu.
W kazachskiej Priemjer Ligasy grają takie utytułowane kluby, jak FK Astana, Irtysz Pawłodar, FK Aktöbe i Kajrat Ałmaty.

## Historia

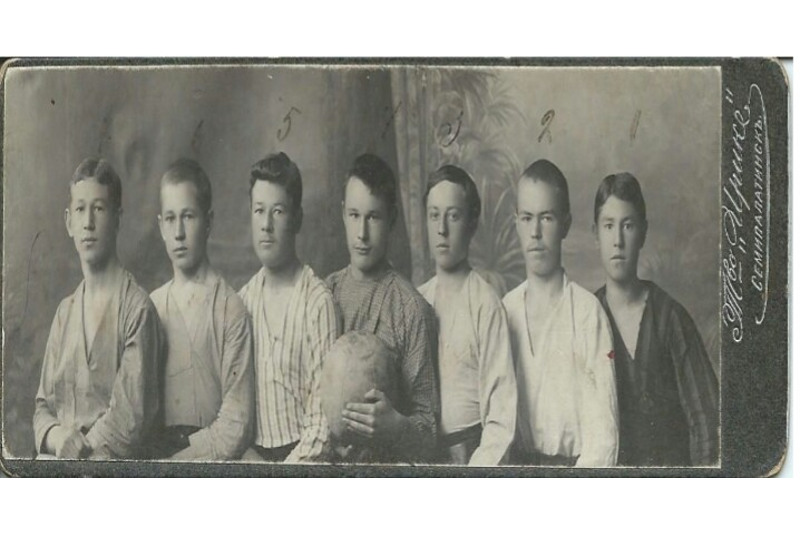
Kapitan Junus Nigmatullin z innymi piłkarzami drużyny Jarysz w 1913 roku.

Piłka nożna zaczęła zyskiwać popularność w Kazachstanie na początku XX wieku. Wiosną 1912 roku w Semipałatyńsku, który znajdował się wówczas w składzie Imperium Rosyjskiego, powstał pierwszy kazachski klub piłkarski Neptun, potem następne. W latach 1913–1914 w Semipałatyńsku powstały kolejne drużyny piłkarskie: „SSK”, „Olimp”, „Sport”, „Feniks”, „Mars”, „Lastoczka”, „Orlata” oraz Jarysz – pierwsza drużyna piłkarska młodzieży tureckojęzycznej. Według jednej z wersji do Semipałatyńska, będącym częścią największych centrów handlowych w Azji Środkowej i na Syberii, piłka nożna została „przywieziona” przez brytyjskich kupców, którzy ją odwiedzali, jednak pisemnych potwierdzeń o tym nie znaleziono. Bardziej prawdopodobnie, że została zawieziona przez studentów uczących się w rosyjskich szkołach.
Po rewolucji 1917 roku w Pawłodarze i Ust-Kamienogorsku powstały nowe kluby piłkarskie "Jastrieb" i "Mars". Po utworzeniu Związku Radzieckiego na terenie kraju utworzono autonomię dla Kazachów, początkowo (1920) jako wchodzącą w skład Rosyjskiej FSRR Kirgiską Autonomiczną Socjalistyczną Republikę Radziecką, w 1925 przemianowaną na Kazachską Autonomiczną Socjalistyczną Republikę Radziecką. 5 grudnia 1936 Kazachska ASRR zmieniła swój status i jako Kazachska Socjalistyczna Republika Radziecka weszła bezpośrednio w skład ZSRR. W ogólnokrajowych zawodach kazachscy piłkarze wzięli udział po raz pierwszy w 1934. W turnieju czterech stolic, które odbyły się w Taszkencie, drużyna Ałma-Aty zajęła trzecie miejsce, tracąc do drużyn Aszchabadu i drużyny gospodarzy, wyprzedzając zespół Frunze.
Pierwsza edycja mistrzostw Kazachskiej SRR startowała w sezonie 1936. Rozgrywane były spośród drużyn towarzystw sportowych pomiędzy kazachskimi zespołami, które nie uczestniczyli w rozgrywkach Mistrzostw ZSRR (Dinamo Ałmaty) oraz Pucharze ZSRR (Dinamo Aktiubińsk). W sezonie 1939 mistrzostwa Kazachskiej SRR zostały zawieszone z powodu II wojny światowej. W 1946 ponownie startują mistrzostwa Kazachskiej SRR. W 1980 i 1981 mistrzostwo Kazachskiej SRR było rozgrywane w trzecioligowej Strefie 7 Mistrzostw ZSRR, w której zmagały się głównie kazachskie kluby, ale również było kilka zespołów poza Kazachstanu, takich jak Ałga z Frunze (obecnie Biszkek); dopiero od sezonu 1982 Kazachstan miał „własną” Strefę 8. W latach 1990–1991 mistrzem Kazachskiej SRR zostawał klub, który zwyciężał w Drugiej Ligie, strefie kazachskiej Mistrzostw ZSRR. To nie były pełnowartościowe mistrzostwa, tak jak najlepsze kluby kraju uczestniczyły w mistrzostwach ZSRR. Pierwszym przedstawicielem kazachskiej SRR w najwyższej klasie Mistrzostw ZSRR był Kajrat Ałma-Ata (1960). Najlepszym osiągnięciem klubu jest 7 miejsce (1986).
16 grudnia 1991 Kazachstan, jako ostatnia z republik ZSRR, proklamował niepodległość.
Po założeniu kazachskiej federacji piłkarskiej – KFF w 1992, rozpoczął się proces organizowania pierwszych rozgrywek o mistrzostwo Kazachstanu. W sezonie 1992 startowała pierwsza edycja rozgrywek o mistrzostwo kraju. W Wysszaja Liga 24 drużyny walczyły systemem ligowym w dwóch grupach o tytuł mistrza kraju.
Rozgrywki zawodowej Priemjer Ligasy zainaugurowano w sezonie 2008. W 2012 utworzono zawodową ligę piłkarską w Kazachstanie (Кәсіпқой Футбол Лигасы, Kazakstan Kesypkoj Futboł Ligasy – KPFL).

## Format rozgrywek ligowych
W obowiązującym systemie ligowym trzy najwyższe klasy rozgrywkowe są ogólnokrajowe (Priemjer Ligasy, Byrynszy liga, Jekynszy liga). Dopiero na czwartym poziomie pojawiają się grupy regionalne.

## Puchary
Rozgrywki pucharowe rozgrywane w Kazachstanie to:
- Puchar Kazachstanu (Футболдан Қазақстан Кубогы),
- Superpuchar Kazachstanu (Футболдан Қазақстан Суперкубогы) – mecz między mistrzem kraju i zdobywcą Pucharu.